# 近藤周助
近藤 周助（こんどう しゅうすけ、寛政4年（1792年） - 慶応3年10月28日（1867年11月23日））は、江戸時代末期（幕末）の剣豪。天然理心流剣術3代目宗家。新選組局長近藤勇の養父。旧姓は嶋崎。幼名は関五郎・周平、後に周斎。諱は邦武。妻は近藤ふで。

## 生涯
寛政4年（1792年）、武州多摩郡小山村の名主・嶋崎高友(休右衛門)の五男として生まれる。
文化8年（1811年）、近藤三助（天然理心流剣術2代目）の弟子となり、天保元年（1830年）に流派を継いで、近藤の姓を名乗る。なお、周助は三助より剣術の免許のみを得ており、近藤姓を名乗った頃は既に三助の死後11年が経過していた。また、三助には何人もの高弟がおり、天然理心流の三術（剣術、柔術、棒術）の免許を得た弟子も何人か存在するため、周助が近藤姓を名乗った理由は謎とされている。
天保10年（1839年）、江戸市谷甲良屋敷（現新宿区市谷柳町25番地）に移転、天然理心流剣術道場・試衛館を開設。嘉永2年（1849年）、宮川勝五郎（後の近藤勇）を養子に迎え、嶋崎（のちに近藤）の姓を与える。文久元年（1861年）代を勇に譲って隠居し、名を周斎と改める。文久3年（1863年）、近藤勇らが浪士組として京都へ出立した後、留守中の試衛館について復帰しようとしたが、同年に中風を患い病床に伏した。そのため、佐藤彦五郎を介して近藤に帰府を促している。
慶応3年（1867年）、近藤はじめ新選組全員が幕臣取り立てとなったその年の10月、移転したばかりの牛込廿騎組屋敷（現新宿区二十騎町）にて病死した。墓は港区金地院にある。